# Богатырёв, Бембулат Берсович
Бембулат Берсович Богатырёв (ингуш. Бохтаранаькъан Берса Бемболат; 9 мая 1934, Мергист, Чечено-Ингушская АО — 11 апреля 2019, Сунжа, Ингушетия) — советский и российский политик, публицист. Наряду с другими участниками ингушского национального движения успешно участвовал в лоббировании принятия законов «О реабилитации репрессированных народов» (от 26 апреля 1991) и «Об образовании Ингушской Республики в составе Российской Федерации» (от 4 июня 1991).
Выпускник Омского сельскохозяйственного института (1960). В 1960—1989 годах работал в Министерстве сельского хозяйства Чечено-Ингушской АССР. Кандидат экономических наукШаблон:Ранние годы. С 1989 года один из лидеров ингушского национального движения, требовал восстановления ингушской автономии в составе РСФСР, а потом РФ, с включением Пригородного района и правобережной части города Владикавказа. Народный депутат РСФСР и РФ (1990—1993), сначала член, а потом заместитель главы Оргкомитета по восстановлению автономии ингушского народа (1989), председатель Фронта национального согласия Ингушетии «Единство» (1990), заместитель председателя Народного Совета Ингушетии (1991). В 1992 году Богатырёва выдвигали в качестве кандидата на пост главы Временной администрации Ингушетии.
Во время осетино-ингушского конфликта, Богатырёв организовал Чрезвычайный комитет по спасению ингушского населения, который спас жизни многим ингушам, вовремя эвакуируя их из зоны боевых действий. После конфликта был вынужден уйти в отставку и впоследствии занимался критикой власти Ингушетии, которые так и не реализовали принятые Верховным Советом законы и не допустили Народный Совет Ингушетии к управлению республикой. В мемуарах «Россия и ингушский вопрос» (2011) Богатырёв описал проделанную работу ингушского национального движения для образования Республики Ингушетия, в том числе и собственную деятельность.

## Биография

### Ранние годы
Родился 31 мая 1934 года в селе Мергист Галашкинского района. В 1944 году, во время депортации ингушей и чеченцев, вместе с семьёй выселен в Казахскую ССР. В 1954 году стал выпускником Петропавловского сельскохозяйственного техникума, а 1960 году закончил землеустроительный факультет Омского сельскохозяйственного института. После возвращения на родину, в 1960—1989 годах работал в Министерстве сельского хозяйства Чечено-Ингушской АССР, занимал должность главного инженера-землеустроителя республики. С 1989 года председатель Госкомитета Чечено-Ингушской АССР по земельным ресурсам и земельной реформе.

### Политическая деятельность

#### Становление ингушского национального движения
С 1989 года один из лидеров ингушского национального движения, требовал восстановления ингушской автономии. Участвовал во II-м Съезде ингушского народа 10 сентября 1989 года и был включен в состав Оргкомитета по восстановлению автономии ингушского народа. В конце того же года, после отставки главы Оргкомитета И. А. Кодзоева из-за противоречий между ингушскими лидерами, Богатырёв стал заместителем нового главы Оргкомитета Б. М. Сейнароева — судьи Ленинского райсуда города Грозного.
По итогам двух туров выборов народных депутатов РСФСР 4 и 18 марта 1990 года, Богатырёв стал народным депутатом Верховного Совета РСФСР от Чечено-Ингушетии. В Верховном Совете был членом Комитета по законодательству, комиссии Совета Национальностей РФ по репрессированным и депортированным народам. Также входил в состав фракций «Свободная Россия» и «Коалиции реформ».
На I-м Съезде народных депутатов СССР Богатырёв рассказывал залу о жертвах политических репрессий, о депортации народов в Сибирь, Казахстан и Среднюю Азию и о её последствиях. Выступал за полную реабилитацию репрессированных народов и жертв политических репрессий, а также за восстановление ингушской автономии в составе РСФСР со столицей в правобережной части города Орджоникидзе (Владикавказа). В ответ на выступление Богатырёва 1 июня в газете «Социалистическая Осетия» вышла статья кандидата исторических наук А. Глушкова «Размышления по поводу». В частности, в ней Глушков пытался показать противозаконность и необоснованность требований ингушского народа о восстановлении своей автономии.
11 августа 1990 года в Назрани прошел съезд коммунистов-ингушей, проживавших в Северной Осетии. Кроме Богатырёва, в съезде участвовали также народные депутаты СССР С. Белозерцев и X. Фаргиев, народный депутат РСФСР В. Камчатов, председатель Совета Министров ЧИ АССР С. М. Беков. Заместитель ген-директора мебельной фирмы «Казбек» Я. Ю. Куштов в своем докладе рассказал о необходимости объединения коммунистов-ингушей в вопросах восстановления ингушской автономии.
9 сентября 1990 года по каналу «Россия» Центрального ТВ  был показан документальный фильм Ады Петровой об истории и современной ситуации осетино-ингушских отношений. 14 сентября, в ответ на фильм, была созвана чрезвычайная сессия Верховного Совета Северо-Осетинской АССР, где обсуждалась общественно-политическая ситуация в республике. Богатырёв принимал участие в сессии как член правительственной делегации Чечено-Ингушской Республики. На сессии было принято соответствующее постановление.
18 ноября в станице Орджоникидзевской, в противовес партии «Нийсхо» во главе с И. А. Кодзоевым, был образован Фронт национального согласия Ингушетии «Единство», председателем которого стал Богатырёв. Фронтом была также учреждена газета «Единство» под редакцией С. Хамчиева.

#### Законотворчество
14 ноября 1989 года Верховный Совет СССР принял декларацию «О признании незаконными и преступными репрессивных актов против народов, подвергшихся насильственному переселению, и обеспечении их прав». Богатырёв, наряду с другими участниками ингушского национального движения, добивался принятия закона «О реабилитации репрессированных народов». После прохождения всей законотворческой процедуры, 26 апреля 1991 года, этот закон был единогласно принят Верховным Советом РФ.
6—7 октября 1991 года в Доме культуры имени Ленина в городе Грозном прошёл III-й Съезд ингушского народа. В ходе него был образован Народный Совет Ингушетии, а Богатырёв стал заместителем председателя этого совета. В связи с событиями начала ноября 1991 года, после которых Чечня провозгласила независимость от России, в середине того же месяца Богатырёв провёл переговоры с президентом России Б. Н. Ельциным по поводу дальнейшей судьбы ингушей. Президент поддержал план создания Ингушской Республики с включением в её состав Пригородного района и части города Владикавказ. 17 ноября 1991 года Богатырёв выступил на многотысячном митинге в городе Назрань вместе с народным депутатом СССР М. Ю. Дарсиговым. Они рассказали о своей встрече с Президентом России Б. Н. Ельциным, который обещал решить ингушскую проблему в случае подтверждения общенациональным референдумом желания народа остаться в составе России. Уже 22 ноября, на последующем митинге, единогласно было принято решение организовать референдум ингушского народа об образовании Ингушской Республики в составе Российской Федерации с центром в правобережной части Владикавказа. 30 ноября и 1 декабря 1991 года в ингушских районах Чечено-Ингушетии по инициативе Народного Совета Ингушетии был устроен референдум, по итогам которого большинство ингушей поддержало планы создания отдельной Ингушской республики в составе РСФСР. Тем самым, ингуши надеялись на поддержку российских властей в получении от Северной Осетии Пригородного района и стремились избежать ассимиляции с чеченцами.
Опираясь на поддержку президента Ельцина, народными депутатами от Ингушетии совместно с юристами Верховного Совета РФ был подготовлен законопроект «Об образовании Ингушской Республики в составе Российской Федерации». 5 февраля 1992 года Верховным Советом был рассмотрен законопроект «О преобразовании Чечено-Ингушской Республики в Чеченскую и Ингушскую республики в составе Российской Федерации». 4 июня был принят закон «Об образовании Ингушской Республики в составе Российской Федерации». Итоги референдума ингушского народа в конце 1991 года сыграли главную роль в принятии данного закона. Одновременно произошёл раскол между ингушскими лидерами: И. А. Кодзоев поддержал Дж. М. Дудаева, а Богатырёв вместе с Б. М. Сейнароевым выступали за создании Республики Ингушетия в составе России.

#### Кандидатура на пост главы Временной администрации Ингушетии
11 июля председатель Государственного комитета по делам национальностей Российской Федерации В. А. Тишков представил ГДК Назрани представителя
Верховного Совета РФ в Ингушетии генерала В. Ф. Ермакова и представителя президента России в Ингушетии И. М. Костоева, которые должны были управлять действиями местных органов власти до формирования органов государственной власти Ингушской Республики.
Богатырёва выдвигали в качестве кандидата на пост главы Временной администрации Ингушетии. В его поддержку в Москву приходили письма и петиции от региональных групп и общественных собраний Ингушетии. 26 июня 1992 года в Назрани состоялось заседание Народного Совета Ингушетии, где было принято решение: «Просить Президента Российской Федерации Бориса Ельцина назначить народного депутата Российской Федерации Бембулата Богатырёва главой Временной администрации Ингушетии». Под сильным давлением начальник Контрольного управления администрации президента Ю. Ю. Болдырев сразу же предложил Ельцину назначить Богатырёва на эту должность. Тогда же он сообщил, что «ингушский народ явно желает иметь Богатырева; любой другой выбор может вызвать взрыв». По мнению В. А. Тишкова, высказанному уже позднее, в мемуарах, он сомневался в кандидатуре Богатырёва, считая его человеком малообразованным, с трагической личной историей (недавно потерявшем сына в автокатастрофе) и эмоционально неустойчивым. Однако, в то время, несмотря на высказанную в поздних воспоминаниях позицию, он написал официальное письмо Ельцину, предложив на эту должность Богатырёва. Проект указа президента о Богатырёве не был подписан, так как против него выступили несколько влиятельных людей, включая, возможно, председатель Верховного Совета Р. И. Хасбулатов. К началу сентября, по предложению Ермакова и Костоева и при поддержки Тишкова, появился ещё один кандидат на пост главы Временной администрации Ингушетии — Тамерлан Дидигов, председатель Государственного комитета по строительству бывшей Чечено-Ингушетии.

#### Осетино-ингушский конфликт
23 октября 1992 года И. М. Костоев
и Богатырёв безуспешно пытались добиться приёма у президента России Б. Н. Ельцина для обсуждения ситуации в Пригородном районе и во Владикавказе Северной Осетии. Одновременно, Ельцин принял председателя Верховного Совета СО ССР А. Х. Галазова.
1 ноября 1992 года, во время осетино-ингушского конфликта, Богатырёв организовал Чрезвычайный комитет по спасению ингушского населения, благодаря которому удалось спасти жизнь многим ингушам, вовремя эвакуированным из зоны боевых действий.
6 и 10 ноября Богатырёв выступил на сессии Верховного Совета РФ по ситуации в Пригородном районе и во Владикавказе. Рассказав точку зрения ингушской стороны на причину и ход конфликта, он назвал решение о введении чрезвычайного положения в Северной Осетии и Ингушетии трагическим, по его словам «президента и руководство Верховного Совета ввели в заблуждение». Добавив, что ингуши «не планировали войну», Богатырёв обвинил главу Временной администрации в районе Чрезвычайного положения Г. С. Хижу в уклонении от переговоров с ингушами и в перенесении сроков этих переговоров. Он обвинил во лжи репортаж прессы и телевидения России о конфликте.
28 ноября 1992 года главой Временной администрации Ингушетии был назначен генерал-майор Р. С. Аушев. По мнению ряда политологов, он был способен на компромиссы и больше устраивал российскую власть, чем непримиримый Богатырёв. Действия Аушева, в частности, его договор 11 июля 1995 года с президентом Северной Осетии А. Х. Галазовым об отказе от каких-либо территориальных притязаний друг к другу, был раскритикован Богатырёвым, который обвинил его в предательстве.

### В отставке. Смерть
После осетино-ингушского конфликта Богатырёв был вынужден покинуть ингушское национальное движение. Впоследствии он занимался критикой властей Ингушетии, которые так и не реализовали принятые Верховным Советом законы и не допустили Народный Совет к управлению республикой. В своих мемуарах «Россия и ингушский вопрос» (2011) Богатырёв описал проделанную работу ингушского национального движения по образованию Республики Ингушетия, в том числе и собственную деятельность.
Умер 11 апреля 2019 года в городе Сунжа.

## Книги
Книги:
1) «Маздакиты на Кавказе» (2005)
2) «Россия и ингушский вопрос. Как это было?» (2011)
3) «Ожидая справедливости» (2012)

## Награды
- Орден «Знак Почёта» (1989)[7].
- 2 мая 1991 года был награждён премией ингушского фонда имени Висан-Гирея Джабагиева, став таким образом одним из первых лауреатов этой премии[35].
- Орден «За заслуги» (Республика Ингушетия, 2002)[7].

### На русском
- Арапханова Л. Я. 25 лет ингушской государственности: особенности формирования и развития // Современная научная мысль. — 2017. — № 3. — С. 67—74. — ISSN 2308-264X.
- Второй съезд ингушского народа : Грозный, 9—10 сентября 1989 года / Сост.: Б. У. Костоев, М.-Р. А. Плиев. Ред.: А. У. Костоев; Оргкомитет по восстановлению автономии Ингушетии. — Грозный : «Книга», 1990. — С. 57—59. — 236 с. — ISBN 5-7666-0396-7.
- Газгириева А. Бембулат Богатырев: «Для этого стоило родиться и жить...» // Сердало. — 2012. — С. 3. — [Начало в № 42 от 28 февраля; окончание в № 43 от 7 марта].
- Кокорхоева Д. С. Решения Второго и третьего съездов ингушского народа // Юристъ-Правоведъ. — 2009. — № 6. — С. 1—4. — ISSN 1817-7093.
- Музаев Т. М. Этнический сепаратизм в России / Моск. Антифашист. центр; Информ.-эксперт. группа «Панорама». — М.: ООО «Панорама», 1999. — 224 с.
- Патиев Я. С. Хроника истории ингушского народа с древнейших времен до наших дней. — Махачкала: «Лотос», 2007. — 384 с. — 2000 экз. — ISBN 978-5-91471-045-0.
- Патиев Я. С. Ингушетия : популярная ил. энцикл. / Науч. ред.: М. Г. Цароева, Т. Х. Матиев. — Магас : «Сердало», 2023. — 816 с. : ил. — 1000 экз. — ISBN 978-5-94452-185-9.
- Российские депутаты в Северной Осетии: Парламент России призвал осетин и ингушей к миру // Коммерсантъ. — 1992. — 7 ноября (№ 29).
- Шнирельман В. А. Быть аланами: интеллектуалы и политика на Северном Кавказе в XX веке / Ред. серии: И. Калинин. — М.: НЛО, 2006. — 696 с. — 1500 экз. — ISBN 5-86793-406-3.

### На английском
- Tishkov Valery. Ethnicity, Nationalism and Conflict in and After the Soviet Union: The Mind Aflame. — London: SAGE, 1997. — P. 334. — ISBN 0761951857.